# Vruchtensalade

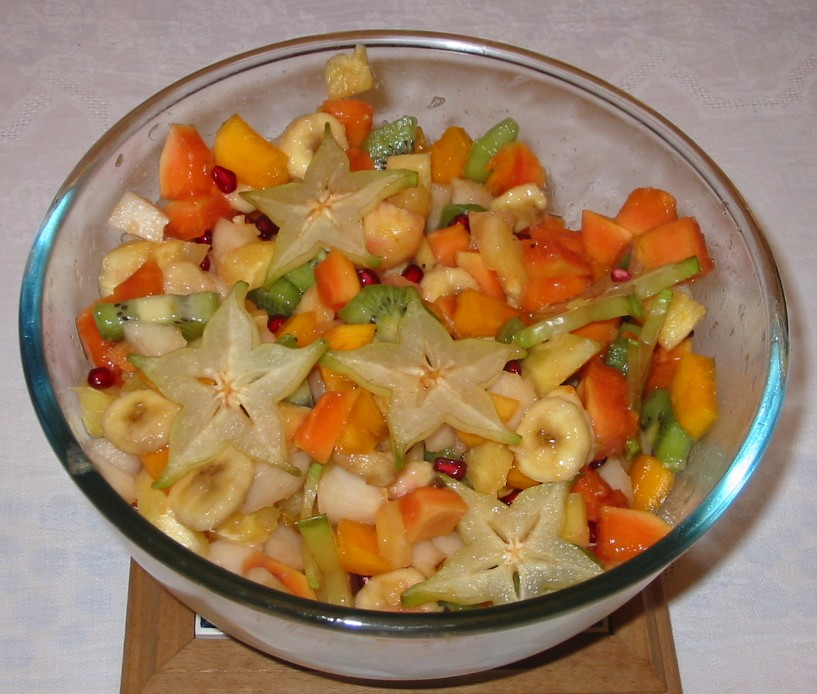
Vruchtensalade

Een vruchtensalade of ook wel fruitsalade genoemd, is een salade die bestaat uit allerlei soorten  (vers) vruchten en stukjes fruit.

## Toegepast fruit
Veelvoorkomend fruit is deze salades zijn onder andere appel, peer, banaan, mandarijn, kiwi, suikermeloen, aardbei en sinaasappel.

## Gebruik
Vruchtensalade wordt ook als bowl gegeten. Dan kan het ook worden klaargemaakt met drank.
Waar een salade vaak als bijgerecht wordt gegeten, is een vruchtensalade eerder als nagerecht bedoeld, of als tussendoortje.

## Suiker in fruit
Als vers fruit gebruikt wordt is een manier om bijvoorbeeld kinderen voldoende fruit te laten eten. Ingeblikt fruit heeft echter vaak een nog hoger gehalte aan suiker.